# Rhein-Main-Universitäten
Die Rhein-Main-Universitäten (RMU) sind eine strategische Allianz der Johannes Gutenberg-Universität Mainz, Johann Wolfgang Goethe-Universität Frankfurt am Main und Technischen Universität Darmstadt. Die drei Universitäten liegen in der Metropolregion Frankfurt-Rhein-Main in großer räumlicher Nähe und bieten ein breites Fächerspektrum von der Medizin und den Naturwissenschaften über die Geistes- und Sozialwissenschaften bis hin zu den Ingenieurwissenschaften. Mit über 95.000 Studierenden und 1.500 Professuren kooperieren sie eng in Forschung, Studium und Lehre und dem Transfer in Wirtschaft und Gesellschaft.

## Studium und Lehre
Über 95.000 Studierende sind derzeit an den Rhein-Main-Universitäten (RMU) in mehr als 630 Studiengängen eingeschrieben. Das Portfolio der 39 Fachbereiche reicht von der Ägyptologie bis zur Zahnmedizin, vom grundständigen Bachelor-Studium bis zum berufsbegleitenden Master und zur Promotion. 
Die Rhein-Mein-Universitäten bieten aktuell acht gemeinsame Studiengänge in den Bereichen Medizintechnik, Kinder- und Jugendliteratur/Buchwissenschaften, der Politischen Theorie sowie der Internationalen Studien/Friedens- und Konfliktforschung, der evangelischen Theologie im Weiterbildungsbereich, in der Afrikanistik sowie zum Thema Soft Matter and Materials an. Ab dem Sommersemester 2026 kommen zwei weitere gemeinsame Studiengänge hinzu: "Stadtforschung – Urban Studies (Master of Arts)" und "Particle Accelerator Science (Master of Science)".
Mit dem RMU-Studium bietet die RMU seit dem Wintersemester 2020/21 all ihren Studierenden ein offenes Studienangebot mit ausgewählten Lehrveranstaltungen an. RMU-Studierende können dabei ohne zusätzliche Gebühren an bis zu drei Universitäten in zwei Bundesländern gleichzeitig eingeschrieben sein. Das RMU-Studium an den Kooperationsuniversitäten ergänzt damit das Studium an der eigenen Universität. Im Rahmen des RMU-Studiums besuchte Lehrveranstaltungen können auch mit Prüfungen und dem Erwerb von Leistungspunkten abgeschlossen werden.
Mit dem RMU-Initiativfonds Lehre fördert die RMU Kooperationsvorhaben in der Lehre zur Entwicklung neuer Studienangebote, zur kooperativen Weiterentwicklung des bestehenden curricularen Angebots sowie zur gemeinsamen Erprobung innovativer Lehr-/Lernformate, an denen Lehrende aus mindestens zwei der drei Universitäten beteiligt sind, mit Personal- und/oder Sachmitteln.

## Forschung
Die Rhein-Main-Universitäten arbeiten zusammen an der Schärfung ihrer Forschungsprofile und entwickeln gemeinsame Projekte und Forschungsverbünde. Über 30 DFG-geförderten Sonderforschungsbereiche, davon über 20 Transregios, sind in Sprecherschaft der RMU.
Mit dem RMU-Initiativfonds Forschung fördert die RMU gemeinsame Forschungsprojekte. Der Initiativfonds Forschung setzt sich aus drei Förderlinien zusammen, die Vorbereitungen weit fortgeschrittener großer, strategisch relevanter RMU-Verbundprojekte, Projekte, die langfristig eine nachhaltige, auf gemeinsame Verbundprojekte ausgerichtete Kooperation anstreben und Early Career Researchers (ECR) fördern.
In der Exzellenzstrategie des Bundes und der Länder werden ab 2026 insgesamt fünf der von den Rhein-Main-Universitäten (RMU) eingereichten Clusterinitiativen gefördert:
TU Darmstadt
- Reasonable Artificial Intelligence (RAI)
- The Adaptive Mind (TAM), gemeinsamer Antrag mit der Justus-Liebig-Universität Gießen und der Philipps-Universität Marburg

Johannes Gutenberg-Universität Mainz
- Precision Physics, Fundamental Interactions and Structure of Matter (PRISMA++)

Goethe-Universität Frankfurt
- SCALE
- Cardio-Pulmonary Institute (CPI), gemeinsam mit der Justus-Liebig-Universität Gießen

## Kurzübersicht
Zahlen zu der Allianz sind:
- 14.512 Absolventen (2023)
- 1.670 Promotionen (2023)
- 26 Außeruniversitäre Forschungseinrichtungen (2023)
- 675 Mio. Euro an Drittmitteln (2023)
- 30 Sonderforschungsbereiche (2023; SFB plus SFB-TRR)
- 18 DFG-Graduiertenkollegs (2023)
- 61 ERC-Förderungen (2023)